# Random Hearts
Random Hearts (Brasil: Destinos Cruzados / Portugal: Encontro Acidental) é um filme americano de 1999, do gênero drama romântico, dirigido por Sydney Pollack e baseado em livro homônimo de 1984 de Warren Adler, que escreveu o romance inspirado pelo desastre do Voo 90 da Air Flórida de 1982 no rio Potomac. Este romance seria publicado no Brasil com o título Corações Entrelaçados. Estrelado por Harrison Ford e Kristin Scott Thomas, o filme é sobre um policial e uma congressista que descobrem que seus cônjuges estavam tendo um caso após um acidente aéreo. Os nomes dos personagens principais do livro são Edward e Vivien. Isso mudou para o filme, provavelmente, porque Edward e Vivian são bem conhecidos como os nomes dos personagens principais em Pretty Woman.
O filme ficou sendo desenvolvido por 15 anos antes de finalmente ser feito. Na década de 1980, Dustin Hoffman se encontrou com o autor do livro, com o objetivo de fazer o filme. Embora Hoffman tenha solicitado à CBS Theatrical Films a aquisição dos direitos com vistas a estrelar o filme, ele rejeitou vários rascunhos do roteiro antes de abandonar o projeto. No início dos anos 90, Kevin Costner foi contratado para estrelar o projeto, que então seria dirigido por James L. Brooks, embora isso também nunca tenha ocorrido.
Durante o planejamento de produção deste filme, o estúdio entrou em contato com a American Airlines para solicitar informações sobre sua equipe de atendimento, a fim de retratar a equipe de resposta da linha aérea do filme com mais precisão. American declinou, não vendo nenhum lado positivo em estar associado a um filme sobre um acidente.
Com um orçamento estimado de US$ 64 milhões de dólares, Random Hearts não foi um sucesso comercial no mercado interno, ganhando US$31.502.583 nos Estados Unidos. O filme acabou ganhando mais US$43.405.987 nos mercados internacionais, terminando com um total bruto mundial de US$74.608.570.

## Sinopse
Um doloroso acaso faz com que os caminhos do policial Dutch e da congressista Kay se cruzem: seus respectivos cônjuges morrem no mesmo desastre de avião. Mas Dutch reúne fortes indícios de que os dois estariam tendo um caso e, ao entrar em contato com Kay, os dois acabam se apaixonando.
Sargento William "Dutch" Van Den Broeck (Harrison Ford) é um sargento da polícia no departamento de assuntos internos do Departamento de Polícia Metropolitana de Washington, D.C., trabalhando em um caso envolvendo um detetive corrupto. Ele é casado com uma editora de moda. Kay Chandler (Kristin Scott Thomas) é uma congressista concorrendo à reeleição pelo estado de Nova Hampshire. Ela é casada com um advogado e tem uma filha adolescente. Um avião com destino a Miami cai, sem deixar sobreviventes. Dutch percebe que sua esposa estava no avião, mas a companhia aérea não tem registro dela. Ele acredita que ela foi registrada com outro nome e estava tendo um caso, e ele descobre que ela estava sentada ao lado do marido de Kay. Querendo aprender mais sobre o caso, ele se encontra com Kay. Preocupada com a publicidade, ela não está disposta a falar e diz a ele para deixá-la sozinha.
Dutch vai a Miami e visita o hotel para o qual sua esposa estava planejando ir. Kay, que mudou de ideia, encontra-se com ele lá. Eles falam mais sobre a situação. Depois de voltar para casa, eles se beijam no carro dela. Dutch vai para uma campanha de arrecadação de fundos para Kay e a convence a não desistir da corrida. Ele a convida para sua cabana perto da baía de Chesapeake. Ela o visita e eles fazem amor. Dutch ainda quer saber mais sobre o caso e acredita que seus dois cônjuges tiveram um apartamento juntos, mas Kay diz a ele que eles deveriam esquecer o passado e seguir em frente com suas vidas.
Em estado de stress, Dutch é suspenso de seu emprego depois de atacar um suspeito. Ele e Kay descobrem o apartamento separadamente. Quando Dutch vai visitar o apartamento, ele descobre que Kay já está limpando tudo. Ela sai e ele a persegue para a rua, onde é baleado pelo suspeito em seu caso. Ele vive e o suspeito é pego. Com os rumores sobre o relacionamento deles crescendo, Kay confirma publicamente que ela e o sargento são amigos. Dutch logo é promovido a tenente, e Kay perde sua candidatura à reeleição. Quando ela está saindo de Washington, Dutch encontra-a no aeroporto. Os dois estão felizes em se ver, e ele pergunta se ele pode levá-la em um encontro algum dia.

## Elenco
- Harrison Ford .... Dutch Van Den Broeck
- Kristin Scott Thomas .... Kay Chandler
- Charles S. Dutton .... Alcee
- Bonnie Hunt .... Wendy Judd
- Dennis Haysbert .... Detetive George Beaufort
- Sydney Pollack .... Carl Broman
- Richard Jenkins .... Truman Trainor
- Paul Guilfoyle .... Dick Montoya
- Susanna Thompson .... Peyton Van Den Broeck
- Peter Coyote .... Cullen Chandler
- Dylan Baker .... Richard Judd
- Lynne Thigpen .... Phyllis Bonaparte
- Susan Floyd .... Molly Roll
- Bill Cobbs .... Marvin
- S. Epatha Merkeson
- Kate Mara .... Jessica Chandler
- Reiko Aylesworth .... Mary Claire Clark
- Edie Falco .... Janice

## Trilha sonora original
Random Hearts Original Picture Soundtrack foi lançada em 5 de outubro de 1999 pela Sony Masterworks.

### Lista de faixas
1. "Looking For Peyton" - Terence Blanchard e Dave Grusin - 3:42
2. "Dutch" - Terence Blanchard e Dave Grusin - 2:27
3. "Cabin Fever" - Terence Blanchard e Dave Grusin - 2:32
4. "Playa Del Sul" - Nestor Torres - 4:37
5. "Random hearts (Love Theme)" - Terence Blanchard e Dave Grusin - 4:11
6. "Phone Call Solilquy" - Terence Blanchard e Dave Grusin - 2:27
7. "The Folks Who Lived On The Hill" – Diana Krall - 4:20
8. "Keys" - Terence Blanchard e Dave Grusin - 2:27
9. "Aqui En Miami" - Arturo Sandoval - 3:47
10. "Decisions" - Terence Blanchard e Dave Grusin - 2:15
11. "Intimate Distance" - Terence Blanchard e Dave Grusin - 2:27
12. "Passengers" - Terence Blanchard e Dave Grusin - 2:35
13. "Personal Effects" - Terence Blanchard e Dave Grusin - 2:54
14. "Seasonal Changes" - Terence Blanchard e Dave Grusin - 2:48
15. "Closing in" - Terence Blanchard e Dave Grusin - 2:12
16. "Good Thing" - Patty Larkin - 4:55

## Recepção
Rotten Tomatoes atribui ao filme uma classificação de 15% com base em críticas coletadas de 87 críticos. O filme recebeu 38% de aprovação no Metacritic, com base em 35 críticas.
Em uma crítica positiva do The New York Times, Janet Maslin escreveu que os filmes de Sydney Pollack "conseguiram ser lineares, ao mesmo tempo em que pensavam nas nuances do comportamento de seus personagens, com um polimento estilístico e agudeza de observação que não são mais frequentemente encontrados nos filmes americanos". Maslin também observou que "o Ford lacônico é extremamente eficaz por toda parte".
No Chicago Sun-Times, Roger Ebert escreveu: "Há tantas coisas boas em Random Hearts, mas elas estão lado a lado em vez de uma após a outra. Eles existem no mesmo filme, mas não somam o resultado do filme. Na verdade, o filme não tem resultado—apenas um final, deixando-nos com todas essas peças finas, ainda esperando para nos unirmos. Se esse fosse um roteiro e não o produto final, você pode ver como, com mais uma reescrita, tudo pode se encaixar".